# Вашингтон (Нью-Йорк)
Вашингтон (англ. Washington) — місто (англ. town) в США, в окрузі Дачесс штату Нью-Йорк. Населення — 4522 особи (2020).

## Демографія
Згідно з переписом 2010 року, у місті мешкала 4741 особа в 1956 домогосподарствах у складі 1262 родин. Було 2459 помешкань
Расовий склад населення:
| - 91,8 % — білих - 2,6 % — чорних або афроамериканців - 1,3 % — азіатів - 0,2 % — корінних американців - 0,1 % — вихідців з тихоокеанських островів - 2,3 % — осіб інших рас |

До двох чи більше рас належало 1,6 %. Частка іспаномовних становила 5,9 % від усіх жителів.
За віковим діапазоном населення розподілялося таким чином: 22,5 % — особи молодші 18 років, 58,1 % — особи у віці 18—64 років, 19,4 % — особи у віці 65 років та старші. Медіана віку мешканця становила 45,7 року. На 100 осіб жіночої статі у місті припадало 99,4 чоловіків;  на 100 жінок у віці від 18 років та старших — 94,0 чоловіків також старших 18 років.
Середній дохід на одне домашнє господарство  становив 102 548 доларів США (медіана — 86 806), а середній дохід на одну сім'ю — 127 561 долар (медіана — 104 408). Медіана доходів становила 53 966 доларів для чоловіків та 54 213 долари для жінок. За межею бідності перебувало 10,1 % осіб, у тому числі 21,5 % дітей у віці до 18 років та 2,0 % осіб у віці 65 років та старших.
Цивільне працевлаштоване населення становило 2373 особи. Основні галузі зайнятості: освіта, охорона здоров'я та соціальна допомога — 24,9 %, науковці, спеціалісти, менеджери — 12,2 %, будівництво — 9,7 %, мистецтво, розваги та відпочинок — 8,7 %.